# بتلیجه
بتلیجه، روستایی از توابع بخش کرچمبو شهرستان بوئین و میاندشت در استان اصفهان ایران است.

## موقعیت جغرافیایی
روستای بتلیجه در جنوب‌غربی شهرستان فریدن در منطقه‌ای چشم‌نواز قرار گرفته‌است. این روستا خانه های سنتی و دلپذیری را دارد.

## جمعیت
این روستا در دهستان کرچمبو شمالی قرار دارد و براساس سرشماری مرکز آمار ایران در سال ۱۳۸۵، جمعیت آن ۳۳۸ نفر (۸۴خانوار) بوده‌است.زبان این روستا ترکی است